# テッシュホルン
テッシュホルン（ドイツ語: Täschhorn）は、スイスヴァレー州のペニン・アルプス（ワリス・アルプス）にある山。ドーム山の南に位置し、ミシャベル山群に属している。